# La Jumellière
La Jumellière korábbi község Franciaország Loire mente régiójában, Maine-et-Loire megyében. 2015. december 15-én tizenegy másik korábbi községgel egyesült és Chemillé-en-Anjou új község része lett.
Lakosainak száma 1372 fő (2018. január 1.). La Jumellière Chanzeaux, Chaudefonds-sur-Layon, Neuvy-en-Mauges, Saint-Aubin-de-Luigné, Val-du-Layon, Saint-Laurent-de-la-Plaine, Saint-Lézin, Chemillé és Chemillé-Melay községekkel határos.

## Népesség
A település népességének változása:
| Lakosok száma | 1126 | 1110 | 967  | 1014 | 1063 | 1300 | 1377 | 1419 | 1411 | 1372 |
|               | 1962 | 1968 | 1982 | 1990 | 1999 | 2008 | 2011 | 2013 | 2017 | 2018 |